# Pterolophia oculata
Pterolophia oculata är en skalbaggsart som beskrevs av Stefan von Breuning 1938. Pterolophia oculata ingår i släktet Pterolophia och familjen långhorningar.
Artens utbredningsområde är Nepal. Inga underarter finns listade i Catalogue of Life.